# Морбад-Харбах
Морбад-Харбах (нем. Moorbad Harbach) — коммуна (нем. Gemeinde) в Австрии, в федеральной земле Нижняя Австрия.
Входит в состав округа Гмюнд. Население составляет 703 человека (на 31 декабря 2005 года). Занимает площадь 35,51 км². Официальный код — 30913.

## Политическая ситуация
Бургомистр коммуны — Герхард Пихлер по результатам выборов 2005 года.
Совет представителей коммуны (нем. Gemeinderat) состоит из 15 мест.
- АНП занимает 7 мест.
- СДПА занимает 5 мест.
- Партия UBL занимает 3 места.